# 宗座宫 (洛雷托)

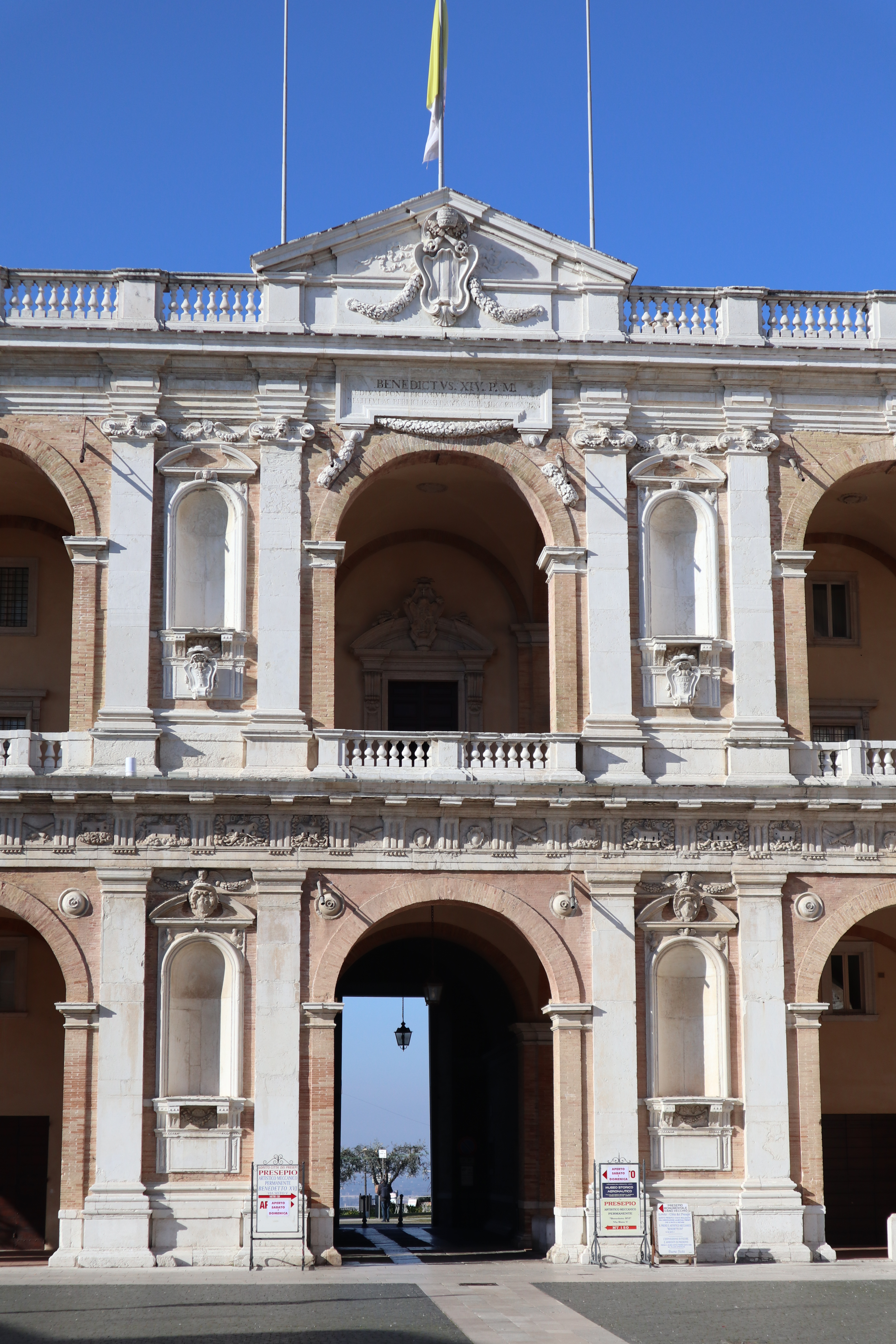

宗座宫（Palazzo Apostolico）位于意大利马尔凯大区洛雷托的圣母广场（piazza della Madonna），它是圣家圣殿建筑群的一部分，是圣家宗座博物馆（Museo pontificio della Santa Casa）的所在地。博物馆保存来自圣家圣殿的所谓“圣家宝藏”（tesoro della Santa Casa），包括绘画、雕塑、挂毯和陶瓷，均为圣家圣殿在几个世纪里所得到的捐赠。

## 历史
这座雄伟的建筑是由伟大的建筑师多纳托·伯拉孟特设计，于1507-1509年由教宗儒略二世送往洛雷托。 